# Campo Carlo Magno-hágó
A Campo Carlo Magno-hágó (olaszul: Passo Campo Carlo Magno, szó szerint am. Nagy Károly császár tábora-hágó) egy 1702 méter magasan fekvő észak–dél irányú alpesi hágó a Nyugati-Dolomitokban, Trentino megyében, Észak-Olaszországban, Madonna di Campiglio község közelében. A Rendena-völgyet (Val di Rendena) köti össze a Meledrio-völggyel. A hágó körüli hegyvidék az Adamello–Brenta natúrpark (Parco Regionale Adamello – Brenta) területén fekszik. Kedvelt télisport-központ.

## Nevének eredete
A hágót Nagy Károly frank császárról (Charlemagne → Carlo Magno) nevezték el, aki állítólag itt kelt át a hegyeken 800-ban, amikor Rómába vonult, hogy császárrá koronáztassa magát.

## Fekvése

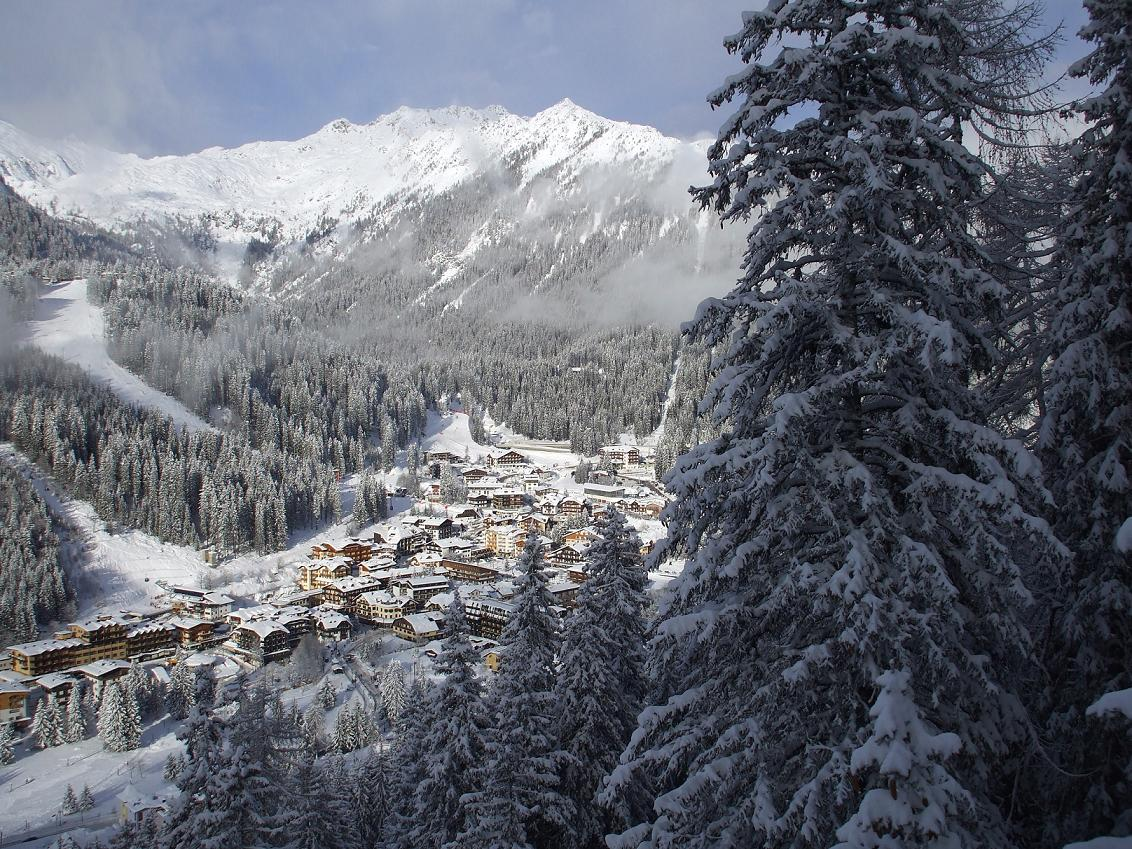
Madonna di Campiglio

A Campo Carlo Magno-hágó közigazgatásilag Pinzolo község területéhez tartozik, a hozzá legközelebb eső helység Madonna di Campiglio részközség (frazione), nagy forgalmú nemzetközi síközpont. A hágóra észak felől Meledrio-völgy fut fel, amely Dimaro településnél ágazik ki a kelet-nyugati Sole-völgyből (Val di Sole). A hágótól tovább dél felé a Campiglio-völgy kezdődik, itt van Madonna di Campiglio. A Campiglio-völgy Pinzolótól délre a Rendena-völgyben folytatódik, és levezet Tione di Trento járási székhelyre, ahol a Giudicarie-völgybe torkollik.
A hágóval összefüggő völgyeket nyugaton az Adamello hegycsoport, keleten a Brenta-hegység (Gruppo di Brenta) szegélyezi. A Brenta-hegység anyaga üledékes fődolomit, ezért (főleg olasz) szakmunkák földrajzilag is a Dolomitok hegyvidékhez sorolják (Dolomiti di Brenta), annak ellenére, hogy az Etsch (Adige) folyótól, a klasszikus értelemben vett Dolomitok határától nyugatra esik.
A hágó körüli hegyvidék az Adamello–Brenta natúrpark (Parco Regionale Adamello – Brenta) területén fekszik. A körzet kedvelt télisport-központ. A közelben fekvő legfontosabb síközpontok a Brenta-hegység lejtőn Madonna di Campiglio és Pinzolo, az Adamello lejtőin Folgarida és Marilleva, a hágótól északnyugatra.
A hágón keresztül halad a SS239 állami főútvonal, amely a Sole-völgyi Dimarót köti össze, Madonna di Campiglión, Pinzolón és Villa Rendenán keresztül a Giudicare-völgyi Tione di Trentóval.
A hágó vízválasztót képez a Rendena-völgyben folyó Sarca és a Meledrio-völgyben folyó Noce folyók vízgyűjtői között. Az előbbi a Garda-tóba torkollik, vizét a Minció, majd a Pó folyó viszi az Adriai-tengerbe (Velencénél). Az utóbbi az Etsch folyóba torkollik, amely szintén az Adriába ömlik (Chioggiánál).